# The Dangerous Moment
The Dangerous Moment er en amerikansk stumfilm fra 1921 af Marcel De Sano.

## Medvirkende
- Carmel Myers som Sylvia Palprini
- Lule Warrenton som Mrs. Tarkides
- George Regas som Movros Tarkides
- W.T. Fellows som Jack Reeve
- Billy Fay som Collins
- Bonnie Hill som Marjory Blake
- Herbert Heyes som George Duray